# Nüzhet Gökdoğan
Hatice Nüzhet Gökdoğan (* 14. August 1910 in Istanbul; † 23. April 2003 ebenda) war eine der ersten Wissenschaftlerinnen der Republik Türkei. Sie war die erste Astrophysikerin und erste Dekanin des Landes.

## Leben
Gökdoğan wurde 1910 als Tochter des Generalmajors Mehmet Zihni Toydemir und dessen Ehefrau Nebihe Hanım geboren. Sie absolvierte 1928 das Erenköy-Gymnasium und wurde mit einem staatlichen Stipendium ins Ausland geschickt. In Frankreich studierte sie Mathematik, Physik und Astronomie. Gökdoğan kehrte in ihre Heimat zurück, um zum Aufbau der jungen Republik beizutragen. Am 29. September 1934 begann sie ihre Tätigkeit am astronomischen Institut der Universität İstanbul.
Im Jahr 1936 wurde sie die erste weibliche Dozentin an der heutigen İstanbul Teknik Üniversitesi, wo sie den Auftrag erhielt, Mathematik zu unterrichten. Im Jahr 1937 schrieb sie ihre Doktorarbeit an der wissenschaftlichen Fakultät der Universität Istanbul unter der Leitung des deutschen Astrophysikers Erwin Freundlich. Diese Arbeit ist in den Unterlagen der Fakultät als Dissertation Nummer "eins" verzeichnet.
Im Jahr 1948 wurde sie vom Universitätssenat zur Professorin ernannt und wurde dann die erste weibliche Universitätssenatorin des Landes. 1954 wurde sie Dekanin der Fakultät für Naturwissenschaften und damit die erste weibliche Dekanin des Landes. Von 1958 bis 1980 war sie 22 Jahre lang Leiterin der Abteilung Astronomie. 1978 wurde sie zum zweiten Mal zur Dekanin gewählt. 1980 trat sie als Dekanin und Abteilungsleiterin in den Ruhestand.

## Schriften
Während ihres akademischen Lebens übersetzte sie sechs Lehrbücher, schrieb drei Lehrbücher und veröffentlichte dreizehn wissenschaftliche Artikel.